# Ervin Kovács
Ervin Kovács (ur. 24 stycznia 1967 w Bercel) – węgierski piłkarz występujący na pozycji obrońcy lub pomocnika, reprezentant kraju.

## Życiorys
Urodził się w Bercel, ale wychowywał się w Alsópetény. W 1977 roku został juniorem Váci Híradás. W 1982 roku z rekomendacji trenera Jánosa Schumanna przeszedł do Újpestu.
W 1984 roku był członkiem drużyny, która pod wodzą Bertalana Bicskeia zdobyła mistrzostwo Europy U-18. W tym samym roku został przesunięty do seniorskiej drużyny Újpestu. W NB I zadebiutował 6 października w wygranym 3:0 spotkaniu z Rába Vasas ETO. W roku 1985 wystąpił z reprezentacją w młodzieżowych mistrzostwach świata. W 1987 roku zdobył z klubem Puchar Węgier, a w sezonie 1989/1990 – mistrzostwo. 28 lipca 1987 roku zadebiutował w reprezentacji w zremisowanym 0:0 towarzyskim meczu z NRD. W 1990 roku przeszedł do Honvédu, argumentując to względami osobistymi oraz postacią nowego trenera budapeszteńskiego klubu, Györgya Mezeya. Z klubem tym dwukrotnie (w sezonach 1990/1991 oraz 1992/1993) zdobył mistrzostwo kraju.
W 1993 roku przeszedł do belgijskiego Germinal Ekeren. W Eerste klasse zadebiutował 7 sierpnia w wygranym 4:1 spotkaniu z RWD Molenbeek. W 1997 roku zdobył z Germinalem Puchar Belgii. W klubie tym, znanym później jako Germinal Beerschot Antwerpia, występował do 2000 roku. Wówczas to zakończył karierę z powodu kontuzji kolana. Po zakończeniu profesjonalnej kariery grał amatorsko w klubie K. SOC. Maria-ter-Heide. Od 2012 roku trenował juniorów Germinalu Beerschot a w 2017 roku został trenerem juniorów Újpestu.

## Statystyki ligowe
| Sezon     | Klub                   | Liga          | Mecze | Gole |
| --------- | ---------------------- | ------------- | ----- | ---- |
| 1984/1985 | Újpesti Dózsa SC       | NB I          | 15    | 0    |
| 1985/1986 | Újpesti Dózsa SC       | NB I          | 23    | 1    |
| 1986/1987 | Újpesti Dózsa SC       | NB I          | 26    | 3    |
| 1987/1988 | Újpesti Dózsa SC       | NB I          | 30    | 5    |
| 1988/1989 | Újpesti Dózsa SC       | NB I          | 17    | 1    |
| 1989/1990 | Újpesti Dózsa SC       | NB I          | 28    | 0    |
| 1990/1991 | Budapesti Honvéd SE    | NB I          | 26    | 5    |
| 1991/1992 | Kispest-Honvéd FC      | NB I          | 29    | 7    |
| 1992/1993 | Kispest-Honvéd FC      | NB I          | 24    | 3    |
| 1993/1994 | Germinal Ekeren        | Eerste klasse | 15    | 0    |
| 1994/1995 | Germinal Ekeren        | Eerste klasse | 28    | 3    |
| 1995/1996 | Germinal Ekeren        | Eerste klasse | 4     | 1    |
| 1996/1997 | Germinal Ekeren        | Eerste klasse | 13    | 1    |
| 1997/1998 | Germinal Ekeren        | Eerste klasse | 28    | 5    |
| 1998/1999 | Germinal Ekeren        | Eerste klasse | 23    | 1    |
| 1999/2000 | KFC Germinal Beerschot | Eerste klasse | 11    | 0    |